# 할로 나이트: 실크송
《할로우 나이트: 실크송》(Hollow Knight: Silksong)은 팀 체리가 제작한 메트로배니아 액션 어드벤처 게임이다. 마이크로소프트 윈도우, macOS, 리눅스 및 닌텐도 스위치로 출시한다. 2017년에 발매된 《할로 나이트》의 후속작으로 2019년 발표됐다.
주인공은 전작의 주요 등장인물이었던 호넷이다.

## 게임플레이
전체적인 게임플레이 구조는 전작과 마찬가지로 비선형 진행 형식의 매트로배니아 틀을 갖췄다. 게임 내에서 165개 이상의 적들이 등장한다.

## 개발
《할로우 나이트: 실크송》은 2019년 2월 14일 개발사 팀 체리가 올리는 영상 중 예고편의 형식으로 처음 공개됐다. 마이크로소프트 윈도우, macOS 및 리눅스으로 개발되며 출시일에 가정용 콘솔에서는 닌텐도 스위치로만 발매할 것이라고 발표했다. 2025년 2월 25일에 나올 것으로 예상된다.
본래 주인공 호넷은 《할로 나이트》의 킥스타터 모금 중 DLC로서 두번째 플레이어 캐릭터로 전작에 등장할 계획이었으나, 개발 중에 후속작으로 확장하기로 결정했다.